# Age of Empires III: The Asian Dynasties
Age of Empires III: The Asian Dynasties – drugi oficjalny dodatek do gry komputerowej Age of Empires III stworzony przez Big Huge Games. Dodaje ona do rozgrywki trzy nowe narody: Japonię, Chiny i Indie. Jej premiera odbyła się 23 października 2007 roku w Ameryce Północnej oraz 10 grudnia w Polsce.
Część aren wirtualnych zmagań nawiązuje do rzeczywistych miejsc lub wydarzeń, np. jedna z nich podejmuje temat Jedwabnego Szlaku, drogi handlowej łączącej Chiny z Europą. Na tej mapie Faktorie Handlowe na szlaku zdobywa się, zabijając strażników.